# Otto Král
Otto Král (24. srpna 1904, Ústí nad Labem – 8. září 1943, Věznice Plötzensee, Berlín) byl spoluzakladatelem organizace Junák v Ústí nad Labem. Po vyhlášení Protektorátu Čechy a Morava se zapojil do ilegální odbojové činnosti v rámci organizace ÚVOD – Krušnohoří a rovněž spolupracoval s ilegální skupinou Jana Zelenky – Hajského. Po zatčení v roce 1942 byl „za přípravu k velezradě“ dne 11. srpna 1943 odsouzen Lidovým soudním dvorem k trestu smrti. Ve věku 39 let byl popraven 8. září 1943 v berlínské věznici Plötzensee.

## Životopis
Otto Král se narodil 24. srpna 1904 v Ústí nad Labem (v ulici Sandhohe Hauptstrasse – (nyní 2019) Králova výšina v domě číslo 12) do rodiny malého živnostníka, krejčovského mistra.  Ve stejné ulici jen v jiném (protějším) domě číslo 21 se 18. června 1911 narodil o sedm let mladší kamarád a přítel Otto Krále – jeho jmenovec: Otto Hanzlíček, který se stal československým pilotem a za druhé světové války sloužil v britském Královském letectvu (RAF). Otto Král s Otto Hanzlíčkem spolu v roce 1921 založili v Ústí nad Labem oddíl Junáka.   V Ústí nad Labem později i Otto Král pracoval jako kancelářský praktikant (účetní) pro firmu Česká obchodní společnost. Otto Král byl aktivně činný ještě též v sokolské organizaci,  ve veslařském klubu a v Národní jednotě severočeské.
Otto Král v Praze (kam byl v roce 1938 služebně přeložen z Ústí nad Labem) se v roce 1938 podílel jako jednatel na přípravě a organizaci „světového“ protiválečného X. Všesokolského sletu.  Po 15. březnu 1939 byl jako známý sokolský funkcionář při hromadném zatýkání (v roce 1939) rovněž zatčen a krátce vězněn. Při vyšetřování jeho kauzy ale německá okupační mašinérie narazila na „důkazní nouzi“ a Král byl zanedlouho propuštěn na svobodu. V době Protektorátu Čechy a Morava se Král zapojil do protiněmeckého hnutí odporu – do odbojové činnosti organizované ilegální skupinou ÚVOD – Krušnohoří.  Otto Král se podílel na zajišťování ilegálních odchodů československých vojáků z protektorátu do zahraničí a spolupracoval při ukrývání radiostanic. V rámci spolupráce s ilegální skupinou Jana Zelenky – Hajského se stýkal s osobami které pomáhaly atentátníkům na zastupujícího říšského protektora Reinharda Heydricha. Po atentátu na Reinharda Heydricha, jeho smrti a dopadení parašutistů v kryptě kostela svatých Cyrila a Metoděje byl Otto Král (v roce 1942) podruhé zatčen. Byl převezen do Berlína, kde jej dne 11. srpna 1943 odsoudil Lidový soudní dvůr za odbojovou činnost klasifikovanou jako „přípravu k velezradě“ (tedy za podíl na přípravě atentátu na Reinharda Heydricha a za kontakty s parašutisty) k trestu smrti. Ten byl vykonán 8. září 1943 oběšením v berlínské věznici Plötzensee.

## Místa připomenutí
- Pamětní deska na jeho rodném domě v Ústí nad Labem, ulice „Králova výšina“ 12/1220.[2]
- Po skončení druhé světové války byla ulice v Ústí nad Labem, ve které vyrstal Otto Král a Otto Hanzlíček přejmenována z původního názvu „Písečná výšina“ na nový název „Králova výšina“.
- Symbolický hrob (kenotaf) Otto Krále se nachází na hřbitově v ulici Jílovská ve Zvoli. Na hrobě je nápis: OTTA KRÁL / PADL V BERLÍNĚ / * 24.8.1904 † 8.9.1943 //.